# 愚管記
『愚管記』（ぐかんき）は、南北朝時代の公卿・近衛道嗣の日記。『道嗣公記』（みちつぐこうき）･『後深心院関白記』（ごしんしんいんかんぱくき）とも称する。

## 概要
『愚管記』の名は記主の道嗣自身が付けた謙称である。記録期間は、右大臣在職中の文和元年（1352年）から薨去4年前の永徳3年（1383年）までの約32年間に及ぶが、文和年間は特定行事に関する別記のみであること、貞治2年（1363年）・同4年（1365年）・永徳2年（1382年）などを欠くことを除けば、ほぼ通年で揃っている。
日々の記事は簡略で、その内容は、室町幕府の動向を始め、南朝との交渉関係、山門と禅宗の対立、年中行事、世相の様子など多岐に亘る。『後愚昧記』・『師守記』と並んで北朝後期の公家社会を知る上での根本史料だが、摂関家にはこの日記より残っていないため、当時の摂関家の様相を考える手掛かりも多い。
自筆原本は巻子装で、その大部分に当たる49軸（日記47軸・部類記1軸・抄録1軸）が陽明文庫に所蔵され、一括して重要文化財に指定されている他、若干の断簡が伝存する。記事は当年の具注暦行間の余白や継紙に記入されたものが多い。主な写本としては、近衛政家による抄出本2軸や近衛家熙による新写本（予楽院本）26冊があり、何れもやはり陽明文庫に所蔵される。翻刻された刊本には、新写本を底本としたものが『文科大学史誌叢書』（全12冊）や『増補続史料大成』（全4冊）に、原本を底本としたものが『大日本古記録』（既刊5冊、続刊中）に収録される。なお、原本（一部抄出本）の影印も『陽明叢書 記録文書篇4』（全3冊）として既刊である。